# Baidane
Baidane (em árabe: البيدان; romaniz.: al-Baidan), Bidane ou Bedane (em francês: (El) Bedán) é uma localidade da Líbia do distrito de Murzuque.

## História
À época da ocupação do Fezã pelo Império Otomano, era administrativamente alocada na mudiria Oriental, no xecado (distrito do xeique) de Tragane. No século XIX, ela foi visitada por viajantes europeus. Na década de 1970, Gustav Nachtigal visitou-a afirmou que consistia majoritariamente em ruínas de adobe dentre as quais apenas duas casas e a mesquita estavam de pé; o resto da população vivia em cabanas feitas com folhas de palmeira. Em sua viagem, relata o autor, quase foi dissuadido de visitá-la, pois naquela altura os tubus de Baidane haviam sido atacados pelos árabes e muitos tubus e seu gado pereceram.